# Escrita afaka
A escrita Afaka ( afaka sikifi) é um silabário de 56 letras criado em 1910 para a  língua ndyuka, uma língua crioula baseada no inglês e falada no Suriname. Seu nome provem de seu criador, Afáka Atumisi. Continua sendo usada ainda no século XXI, embora a alfabetização dos falantes de ndyuka nessa escrita em outras é menor do que 10%.
Afaka é a única escrita ainda em uso que foi especificamente desenvolvida para uma língua crioula ou variante da língua inglesa. Não tem ainda uma forma definida em Unicode.

## Tipologia

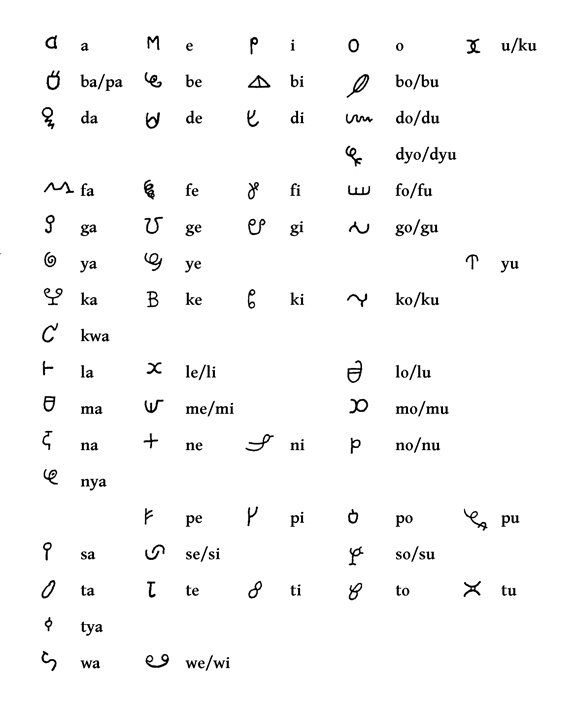
Silabário conforme registrado em por Gonggrijp em 1968. Todas as letras podem incluir a vogal A final anasalada e (a para an, ba para ban, etc.) e as linhas para b, d, dy, g servem também para mb, nd, ndy, ng. A linha para y se apresenta entre as linhas para g e k porque era transcrita originalmente com o j da língua neerlandesa. O ponto dentro do “laço” do nya pode ser um erro devido à similaridade de com be.

Afaka é uma escrita defectiva, pois os tons são  fonêmicos mas não são registrados graficamente. As consoantes finais N também não são escritas, mas as vogais longas são representadas por duplicação. oclusivas pré-nasalizadas e as sonoras são representadas pelas mesmas letras. As sílabas com as vogais [u] e [o] raramente se distinguem, as sílabas [o]/[u], [po]/[pu] e [to]/[tu] se representam por letras distintas, mas as que começam com [b, d, dy, f, g, l, m, n, s, y] não o são. Desse modo, a pronúncia Afaka de Ndyuka pode também ser Dyoka. Em quatro casos, depois das consoantes [l, m, s, w], as sílabas com [e] e [i] não se distinguem. Uma mesma letra é usada para [ba] e [pa], outra para [u] e [ku]. Algumas consoantes apresentam um único glifo associado a elas. Trata-se de [ty], que tem somente o glifo  para [tya]; [kw] (também [kp]), que somente tem [kwa ~ kpa]; [ny] somente para [nya] (embora haja registros antigos com dupla função para [ny] com [nyu]); [dy], somente em [dyu/dyo]. Não hás glifos específicos para a consoante [gw] ~ [gb]. Como consequência desses conflitos é que somente aquelas sílabas iniciadas com [t] não apresentam ambiguidade (exceto para tons).
Há uma única marca de pontuação, o “pipe” (|), válida como vírgula ou ponto final. Espaços eram usados entre palavras, mas hoje nem todos os usam.

## Origens
As origens de muitas das letras são desconhecidas, embora alguns seus nomes parecem ser rébus acrofônicos, tendo vindo muitos dos símbolos da África. Exemplos incluem rébus com uma figura de uma curva com um ponto dentro representando um baby em belly  (barriga - em Ndyuka, a abi beli, literalmente "ele tem barriga", significado "ela está grávida") e aquele usado para [be]; duas mãos de apertando para give (dar) usada para [gi]; símbolos para come (vir - Ndyuka kom)e para go (ir) representando [ko] e [go]; dois círculos interligados para we(nós) usados para [wi], enquanto que [yu] (você, tu) é uma inversão da imagem de [mi] (eu), correspondiendo aos pronomess pessoais.letras como os [[numeração romana]|números romanos]] two e four (2 e 4) são [tu] e [fo]. [ka] e [pi] representam fezes  (Ndyuka kaka) e urina (pisi). Um sinal "+" é usado para  [ne],oriunda da palavra name, derivada da prática de marcar o nome de alguem com um X. O estranho uso misturado de [u] e [ku] se deve à essa letra ser um par de ganchos, que é uku em Ndyuka. As únicas letras que correspondem em forma ao alfabeto latino são as vogais a, o, talvez e, enquanto que o se justifica por ser o formato da letra ao ser pronunciada.

## Variantes
Os texto em Afaka mostram muitas formas diversificadas para as letras. Algumas são giradas em 90, outras são invertidas em 180º; essas são be, di, dyo, fi, ga, ge, ye, ni, nya, pu, se, so, te, tu, enquanto que lo, ba/pa, wa podem se apresentar como imagens ao espelho, ou sa, to que podem ser invertidas vericalmente. Outras ainda, podem se apresentar curvadas, como ocorre com do, fa, ge, go, ko, kwa.  Há outras onde a ordem sequencial  dos traços pode variar.In yet others, the variants appear to reflect differences in stroke order.

## Ordem das sílabas
A tradicional ordem mnemónica alfabética pode em parte refletir as origens dos nomes de certas letras. Como exemplo temos: tu  e fo (dois, quatro), yu e mi (tu, eu), ko e go (vir, ir) que geralmente vêm juntas. Outras sílabas são colocadas juntas para formar palavras (futu "pé", odi "olá, alô", ati "heart- coração") ou mesmo frases: a moke un taki "isso nos dá fala", masa gado te baka ben ye "Lord God (senhor Deus), o homem branco ouviu" (talvez más traduções).

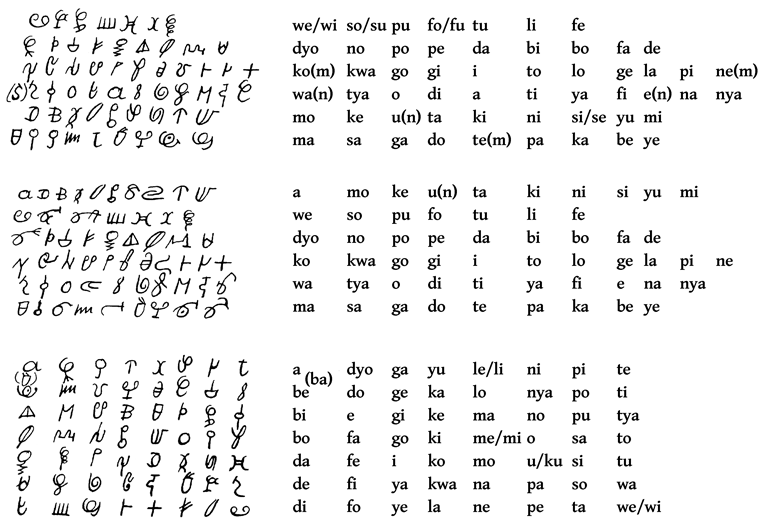
Três ordens do silabário Afaka como registrado no Patili Molosi Buku, c. 1917. A sequência tradicional é na parte superior. Letras que retêm uma nasal final podem refletir sua origem, como ne (m) de "nome" e ko' (m) de "vir". A sequência do meio difere ao mover a linha 5 e a sílaba a para o início. Os alógrafos mais significativos podem podem ser vistom na comparação entre estes dois silabários, com algumas letras giradas e outras mais angulares no silabário do meio. A sequência inferior é organizada de cima para baixo de acordo com a ordem alfabética do holandês, refletindo as grafias holandeses em j e oe para atuais Ndyuka y e u

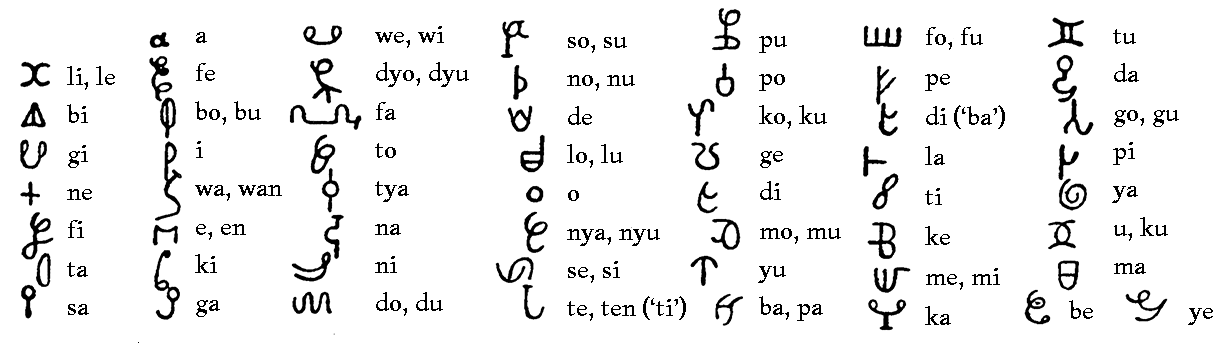
Silabário como registrado em 1920. A ordem é a original, exceto que a vem em primeiro lugar. Existem três tipos de erros:' kwa está ausente; te (n) na coluna 4 foi escrito ti (ng),' embora ti apareça novamente na coluna 6; di na coluna 6 foi transcrita ba, apesar de duplicada como di na coluna 5. (Ba / pa na coluna 5 só foi transcrito como pa. Também deve ser fechado na parte inferior, talvez um erro de impressão) Também, as informações a partir da segunda metade do século 20 já não dão nyu como uma leitura alternativa de nya.

## Amostra de texto
Essa é a primeira carta escrita por Afaka. Foi copiada na obra Patili Molosi Buku (1917).
| ke mi gadu \| mi masa \| mi bigi na ini a ulotu \| fu a papila di yu be gi afaka \| ma mi de aga siki fu dede \| fa mi sa du \| oli ulotu \| mi go na pamalibo na lati ati oso \| tu bolo \| di mi ná abi moni \| de yaki mi \| de taki mi mu oloko moni fosi \| mi sa go na ati osu \| da na dati mi e begi \| masa gadu fu a sa gi mi ana \| fu mi deesi \| a siki fu mi \| ma mi sa taki abena \| a sa kon tyali patili go na ndyuka \| eke fa patili taki a bun gi wi \| ma mi de aga pe na mi ede \| ala mi noso poli na ini ye \| da mi ná abi losutu ye \| |

Tradução:
Oh meu Deus, meu Senhor, eu começo com palavras no papel que você deu a Afaka. Mas eu estou muito doente. Como posso dizer isso? Fui a Paramaribo, Hospital das Terra, duas vezes. Porque eu não tenho dinheiro, eles me expulsaram. Eles dizem que eu preciso primeiro ganhar dinheiro para depois ir ao hospital. Por isso, peço ao Senhor Deus para me dar uma mão com o remédio para a minha doença. Mas eu vou falar com Abena. Ele vai passar isso para o Sacerdote dos Ndyuka. Assim como o Pai diz que é isso é bom para nós. Mas eu tenho dores na minha cabeça. Todo meu nariz está apodrecendo por dentro, eu lhe digo. Então eu não tenho descanso, eu te digo